# Saint-Martin-le-Gaillard
Pour les articles homonymes, voir Saint-Martin.
Saint-Martin-le-Gaillard est une commune française située dans le département de la Seine-Maritime en région Normandie.

## Géographie

### Communes limitrophes
Les communes limitrophes sont Bailly-en-Rivière, Baromesnil, Canehan, Criel-sur-Mer, Cuverville-sur-Yères, Saint-Rémy-Boscrocourt, Touffreville-sur-Eu et Petit-Caux.
| Touffreville-sur-Eu | Saint-Rémy-Boscrocourt   |                      |
| canehan             | Saint-Martin-le-Gaillard | Baromesnil           |
| Petit-Caux          | Bailly-en-Rivière        | Cuverville-sur-Yères |

### Hydrographie
La commune est située dans le bassin Seine-Normandie. Elle est drainée par l'Yères et divers de ses bras, le cours d'eau 01 du Val Robin et divers autres petits cours d'eau,.
L'Yères, d'une longueur de 40 km, prend sa source dans la commune d'Aubermesnil-aux-Érables et se jette  dans la Manche à Criel-sur-Mer, après avoir traversé 14 communes. Les caractéristiques hydrologiques de l'Yères sont données par la station hydrologique située sur la commune de Touffreville-sur-Eu. Le débit moyen mensuel est de 2,77 m3/s. Le débit moyen journalier maximum est de 10,5 m3/s, atteint lors de la crue du 28 avril 2001. Le débit instantané maximal est quant à lui de 12,5 m3/s, atteint le 26 décembre 1999.
Deux plans d'eau complètent le réseau hydrographique : le plan d'eau 1 de la commune de Saint Martin le Gaillard (1,5 ha) et le plan d'eau 2 de la commune de Saint Martin le Gaillard (0,67 ha),.

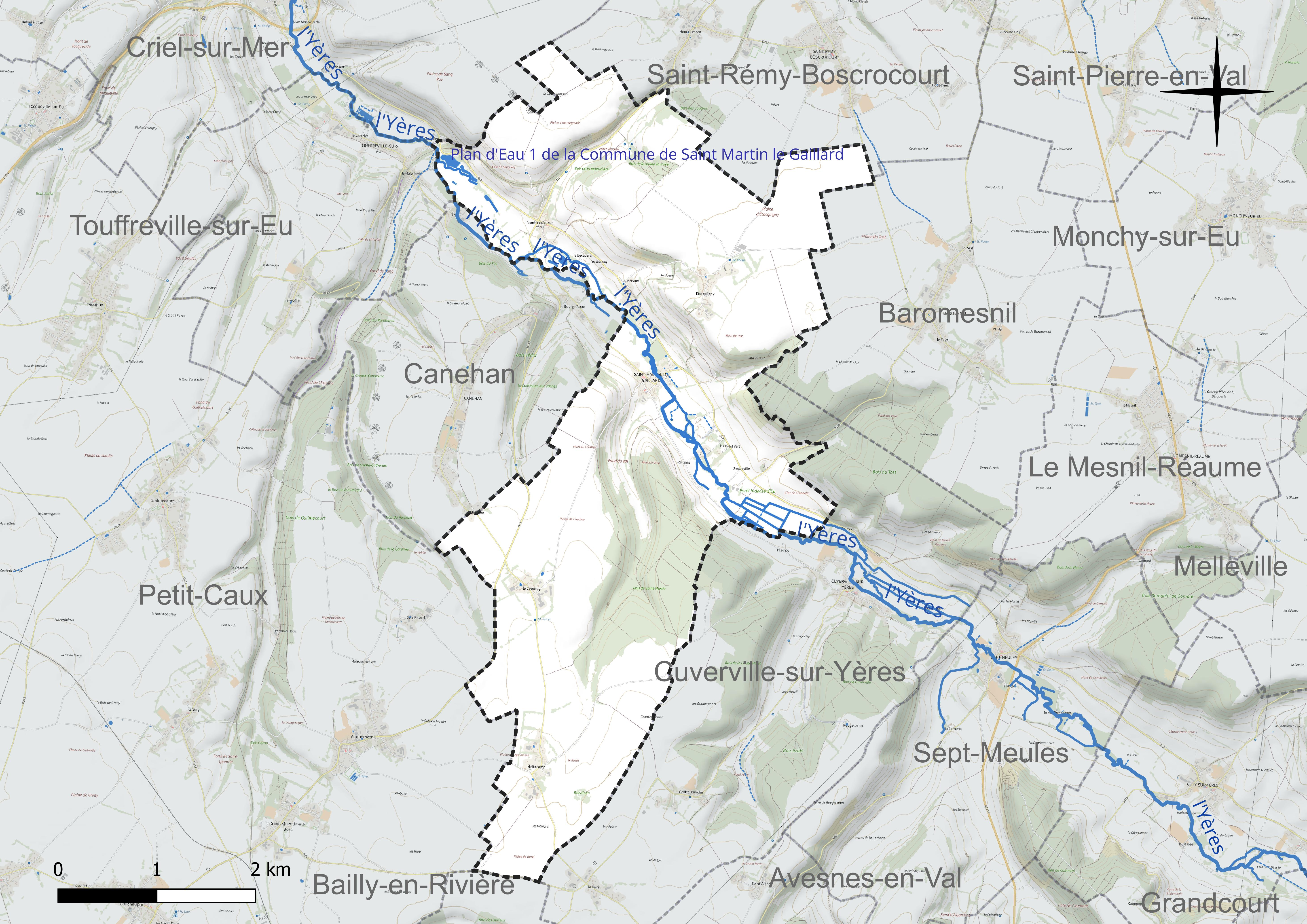
Réseau hydrographique de Saint-Martin-le-Gaillard.

### Climat
Pour des articles plus généraux, voir Climat de la Normandie et Climat de la Seine-Maritime.
En 2010, le climat de la commune est de type climat océanique franc, selon une étude du CNRS s'appuyant sur une série de données couvrant la période 1971-2000. En 2020, Météo-France publie une typologie des climats de la France métropolitaine dans laquelle la commune est exposée à un climat océanique et est dans la région climatique Côtes de la Manche orientale, caractérisée par un faible ensoleillement (1 550 h/an) ; forte humidité de l’air (plus de 20 h/jour avec humidité relative > 80 % en hiver), vents forts fréquents. Parallèlement le GIEC normand, un groupe régional d’experts sur le climat, différencie quant à lui, dans une étude de 2020, trois grands types de climats pour la région Normandie, nuancés à une échelle plus fine par les facteurs géographiques locaux. La commune est, selon ce zonage, exposée à un « climat maritime », correspondant au Pays de Caux, frais, humide et pluvieux, légèrement plus frais que dans le Cotentin.
Pour la période 1971-2000, la température annuelle moyenne est de 10,8 °C, avec une amplitude thermique annuelle de 13,4 °C. Le cumul annuel moyen de précipitations est de 831 mm, avec 13 jours de précipitations en janvier et 8,7 jours en juillet. Pour la période 1991-2020, la température moyenne annuelle observée sur la station météorologique la plus proche, située sur la commune de Dieppe à 22 km à vol d'oiseau, est de 11,3 °C et le cumul annuel moyen de précipitations est de 805,2 mm,. Pour l'avenir, les paramètres climatiques de la commune estimés pour 2050 selon différents scénarios d’émission de gaz à effet de serre sont consultables sur un site dédié publié par Météo-France en novembre 2022.

## Urbanisme

### Typologie
Au 1er janvier 2024, Saint-Martin-le-Gaillard est catégorisée commune rurale à habitat dispersé, selon la nouvelle grille communale de densité à sept niveaux définie par l'Insee en 2022.
Elle est située hors unité urbaine. Par ailleurs la commune fait partie de l'aire d'attraction d'Eu, dont elle est une commune de la couronne,. Cette aire, qui regroupe 26 communes, est catégorisée dans les aires de moins de 50 000 habitants,.

### Occupation des sols

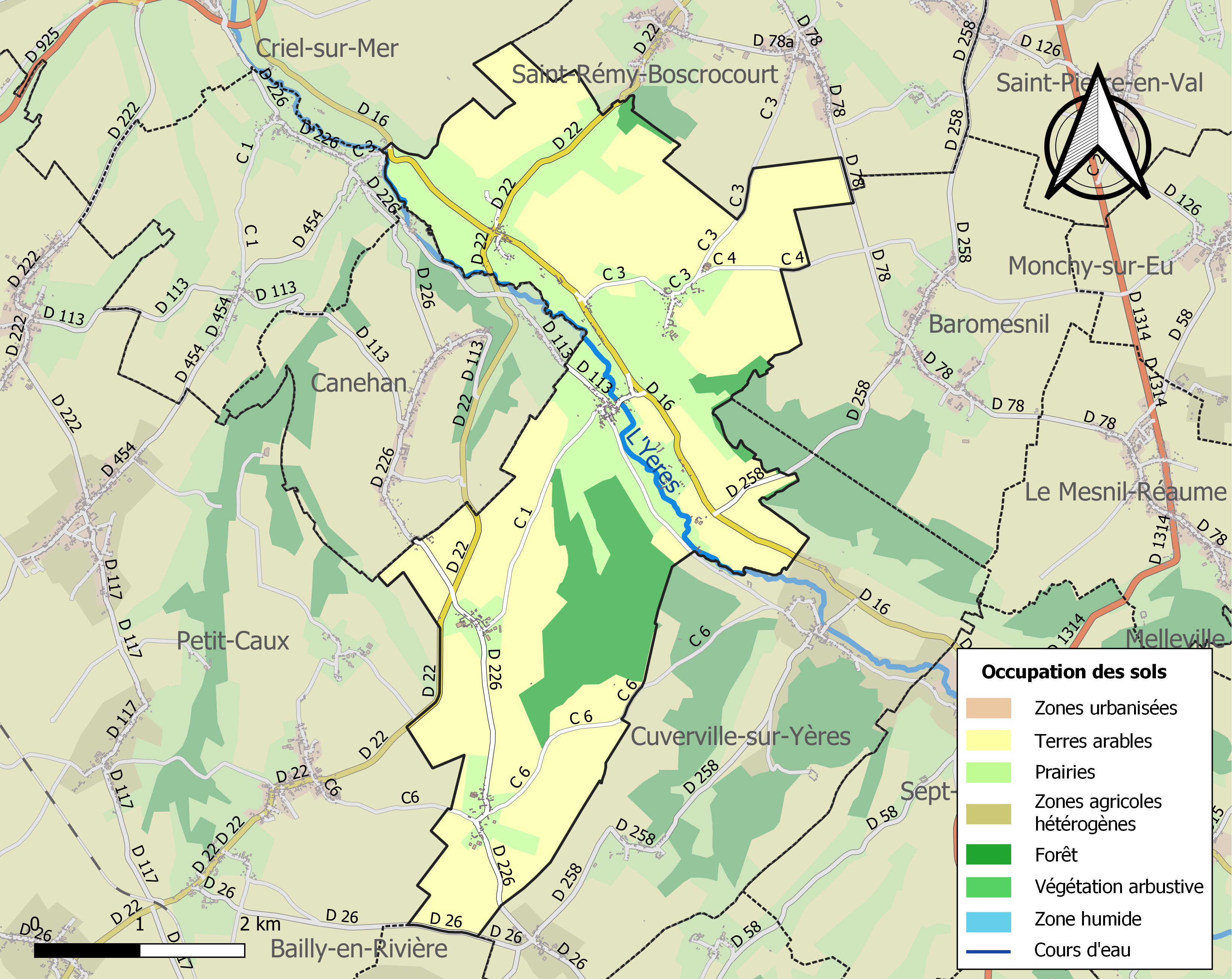
Carte des infrastructures et de l'occupation des sols de la commune en 2018 (CLC).

L'occupation des sols de la commune, telle qu'elle ressort de la base de données européenne d’occupation biophysique des sols Corine Land Cover (CLC), est marquée par l'importance des territoires agricoles (88,4 % en 2018), une proportion identique à celle de 1990 (88,4 %). La répartition détaillée en 2018 est la suivante : 
terres arables (59,7 %), prairies (28,7 %), forêts (11,6 %). L'évolution de l’occupation des sols de la commune et de ses infrastructures peut être observée sur les différentes représentations cartographiques du territoire : la carte de Cassini (XVIIIe siècle), la carte d'état-major (1820-1866) et les cartes ou photos aériennes de l'IGN pour la période actuelle (1950 à aujourd'hui).

### Habitat et logement
En 2018, le nombre total de logements dans la commune était de 169, alors qu'il était de 167 en 2013 et de 172 en 2008.
Parmi ces logements, 75,6 % étaient des résidences principales, 15,7 % des résidences secondaires et 8,7 % des logements vacants. Ces logements étaient pour 98,8 % d'entre eux des maisons individuelles et pour 0 % des appartements.
Le tableau ci-dessous présente la typologie des logements à Saint-Martin-le-Gaillard en 2018 en comparaison avec celle de la Seine-Maritime et de la France entière. Une caractéristique marquante du parc de logements est ainsi une proportion de résidences secondaires et logements occasionnels (15,7 %) supérieure à celle du département (3,9 %) et à celle de la France entière (9,7 %). Concernant le statut d'occupation de ces logements, 78,2 % des habitants de la commune sont propriétaires de leur logement (76,6 % en 2013), contre 53 % pour la Seine-Maritime et 57,5 % pour la France entière.
| Typologie                                               | Saint-Martin-le-Gaillard | Seine-Maritime | France entière |
| ------------------------------------------------------- | ------------------------ | -------------- | -------------- |
| Résidences principales (en %)                           | 75,6                     | 88             | 82,1           |
| Résidences secondaires et logements occasionnels (en %) | 15,7                     | 3,9            | 9,7            |
| Logements vacants (en %)                                | 8,7                      | 8,1            | 8,2            |

## Toponymie
Le nom de la localité est attesté sous la forme Sancto Martino en 1050, Sanctum Martinum et Sancto Martino Jaillardo en 1059, Goiffrido de Sancto Martino au début du XIIe siècle, Gaulterio de Sancto Martino en 1101, Gaufrido de Sancto Martino en 1107, Ecclesie Sancti Martini le Gueslart vers 1240, Ecclesia Beate Marie de Sancto Martino le Gaillart en 1283, Sanctus Martinus le Gaillart en 1337, Saint Martin le Gaillart en 1338 et en 1431, Saint Martin le Gaillard en 1362, Val-Gaillard en 1789, Saint Martin le Gaillard en 1793, Saint-Martin-Gaillard en 1801.
Au cours de la Révolution française, la commune porte provisoirement le nom de Val-Gaillard.
L'hagiotoponyme Saint-Martin désigne Martin de Tours (mort en 397).
Le déterminant tire son nom d'une famille Gaillard ou Jaillard (forme française), citée en ce lieu dès le XIe siècle. Le nom de famille Gaillard ou Jaillard (forme française) est issu du terme régional jaille qui signifie « endroit bourbeux, marécageux » et a désigné un domaine à l'abord boueux ou marécageux, nom caractéristique d'un lieu devenu patronyme.

## Histoire

### Moyen Âge
Le village a possédé une motte féodale.

### Époque contemporaine
Les communes d’Auberville-sur-Yères et de Saint-Sulpice-sur-Yères ont été rattachées à Saint-Martin-le-Gaillard, la première en 1822, la seconde en 1823.

#### Les trois crimes de 1836

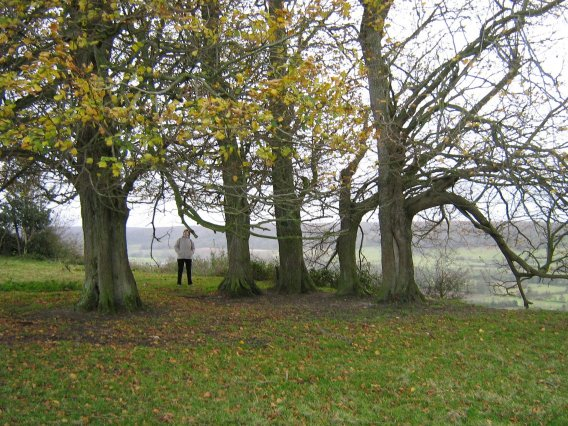
Arbres des condamnés.

En octobre 1836, l'abbé Lhermina, prêtre du village, sa nièce Marie-Rose Cayeux, mais également sa servante Céleste Paris sont découverts assassinés dans le presbytère par Mme Dorée, une habitante du village.
À la suite de ce triple meurtre, s'ensuivit une enquête qui va conduire à l'arrestation de Toussaint Fournier, François Fournier, Nicolas Fournier et Napoléon Godry. À cette époque, ils furent accusés du crime.
S'ensuit alors un procès qui marqua les annales judiciaires de la région à cette époque. La peine capitale fut requise envers les quatre accusés. Ils furent exécutés sur une colline du village devant des milliers de  personnes qui firent spécialement le déplacement afin d'assister à la montée sur l'échafaud des condamnés.
À la suite de l'exécution, un arbre fut planté dans le sang de chaque trépassé.
Sur ces quatre arbres, seulement trois ont poussé laissant ainsi prétendre que le quatrième exécuté était innocent…
Quatre arbres ont été plantés en carré. Trois seulement ont poussé (les deux aux extrémités et celui au centre de cette photo). Les deux autres arbres sont des pousses ultérieures.

## Politique et administration

### Rattachements administratifs et électoraux

#### Rattachements administratifs
La commune se trouve dans l'arrondissement de Dieppe du département de la Seine-Maritime.
Elle faisait partie depuis 1801 du canton d'Eu. Dans le cadre du redécoupage cantonal de 2014 en France, cette circonscription administrative territoriale a disparu, et le canton n'est plus qu'une circonscription électorale.

#### Rattachements électoraux
Pour les élections départementales, la commune fait partie depuis 2014 d'un nouveau  canton d'Eu porté de 22 à 40 communes.
Pour l'élection des députés, elle fait partie de la sixième circonscription de la Seine-Maritime.

### Intercommunalité
Saint-Martin-le-Gaillard était membre de la petite communauté de communes d'Yères et Plateaux, un établissement public de coopération intercommunale (EPCI) à fiscalité propre créé en 2003 et auquel la commune avait transféré un certain nombre de ses compétences, dans les conditions déterminées par le code général des collectivités territoriales.
Dans le cadre des dispositions de la loi portant nouvelle organisation territoriale de la République du 7 août 2015, qui prévoit que les établissements publics de coopération intercommunale (EPCI) à fiscalité propre doivent avoir un minimum de 15 000 habitants, cette intercommunalité est dissoute et certaines de ses communes, dont Saint-Martin-le Gaillard, intègrent le 1er janvier 2017, la communauté de communes Falaises du Talou.

### Liste des maires
| Période                                  | Période                      | Identité             | Étiquette | Qualité                                                                                 |
| ---------------------------------------- | ---------------------------- | -------------------- | --------- | --------------------------------------------------------------------------------------- |
| Les données manquantes sont à compléter. |                              |                      |           |                                                                                         |
| 1823                                     | 1845                         | Pierre Louïs         |           |                                                                                         |
| 1845                                     | 1848                         | Jean Nicolas Routier |           |                                                                                         |
| 1848                                     | 1865                         | Frédéric Petit       |           |                                                                                         |
| 1865                                     | 1870                         | Jean Lormier         |           |                                                                                         |
| 1870                                     | 1874                         | Louis Routier        |           |                                                                                         |
| 1874                                     | 1876                         | Jean Lormier         |           |                                                                                         |
| 1876                                     | 1884                         | Eugène Miquignon     |           |                                                                                         |
| 1884                                     | 1925                         | Casimir Guyant       |           |                                                                                         |
| 1925                                     | 1935                         | Edmond Plantard      |           |                                                                                         |
| 1935                                     | 1957                         | Louis Boutin         |           |                                                                                         |
| 1957                                     | 1977                         | André Boutin         |           |                                                                                         |
| 1977                                     | 1996                         | Pierre Têtelin       | RPR       | Décédé en fonction                                                                      |
| mars 1996                                | mars 2008                    | Emmanuel Dubuc       |           |                                                                                         |
| mars 2008                                | En cours (au 9 février 2022) | Martial Fromentin    | PS        | Vice-président de la CC Caux-Austreberthe (2020 → 2022) Réélu pour le mandat 2020-2026, |

## Équipements et services publics

### Enseignement
Les enfants de la commune étaient scolarisés jusqu'à la rentrée 2023 avec ceux de Touffreville et Canehan dans le cadre d'un regroupement pédagogique intercommunal organisé par le syndicat intercommunal à vocation scolaire (Sivos) de la basse vallée de l’Yères. A cette date, les écoliers de ces trois communes rejoignent le regroupement pédagogique concentré dont l'école située à Criel-sur-Mer est implantée dans le groupe scolaire criellois, l’Écol’Yères. Rénové et agrandi à cette occasion, l'établissement accueille 176 élèves à son ouverture

## Démographie
L'évolution du nombre d'habitants est connue à travers les recensements de la population effectués dans la commune depuis 1793. Pour les communes de moins de 10 000 habitants, une enquête de recensement portant sur toute la population est réalisée tous les cinq ans, les populations de référence des années intermédiaires étant quant à elles estimées par interpolation ou extrapolation. Pour la commune, le premier recensement exhaustif entrant dans le cadre du nouveau dispositif a été réalisé en 2005.

En 2022, la commune comptait 293 habitants, en évolution de −1,35 % par rapport à 2016 (Seine-Maritime : +0,35 %, France hors Mayotte : +2,11 %).
| 1793 | 1800 | 1806 | 1821 | 1831 | 1836 | 1841 | 1846 | 1851 |
| ---- | ---- | ---- | ---- | ---- | ---- | ---- | ---- | ---- |
| 480  | 533  | 514  | 500  | 534  | 538  | 552  | 546  | 579  |

| 1856 | 1861 | 1866 | 1872 | 1876 | 1881 | 1886 | 1891 | 1896 |
| ---- | ---- | ---- | ---- | ---- | ---- | ---- | ---- | ---- |
| 555  | 556  | 540  | 474  | 514  | 502  | 456  | 448  | 458  |

| 1901 | 1906 | 1911 | 1921 | 1926 | 1931 | 1936 | 1946 | 1954 |
| ---- | ---- | ---- | ---- | ---- | ---- | ---- | ---- | ---- |
| 434  | 465  | 493  | 454  | 404  | 390  | 372  | 362  | 365  |

| 1962 | 1968 | 1975 | 1982 | 1990 | 1999 | 2005 | 2006 | 2010 |
| ---- | ---- | ---- | ---- | ---- | ---- | ---- | ---- | ---- |
| 314  | 285  | 253  | 270  | 279  | 315  | 323  | 326  | 296  |

| 2015 | 2020 | 2022 | - | - | - | - | - | - |
| ---- | ---- | ---- | - | - | - | - | - | - |
| 293  | 284  | 293  | - | - | - | - | - | - |

## Culture locale et patrimoine

### Lieux et monuments
- Église Saint-Martin.
- Le parcours de randonnée de sept kilomètres permet de découvrir la biodiversité locale[34].

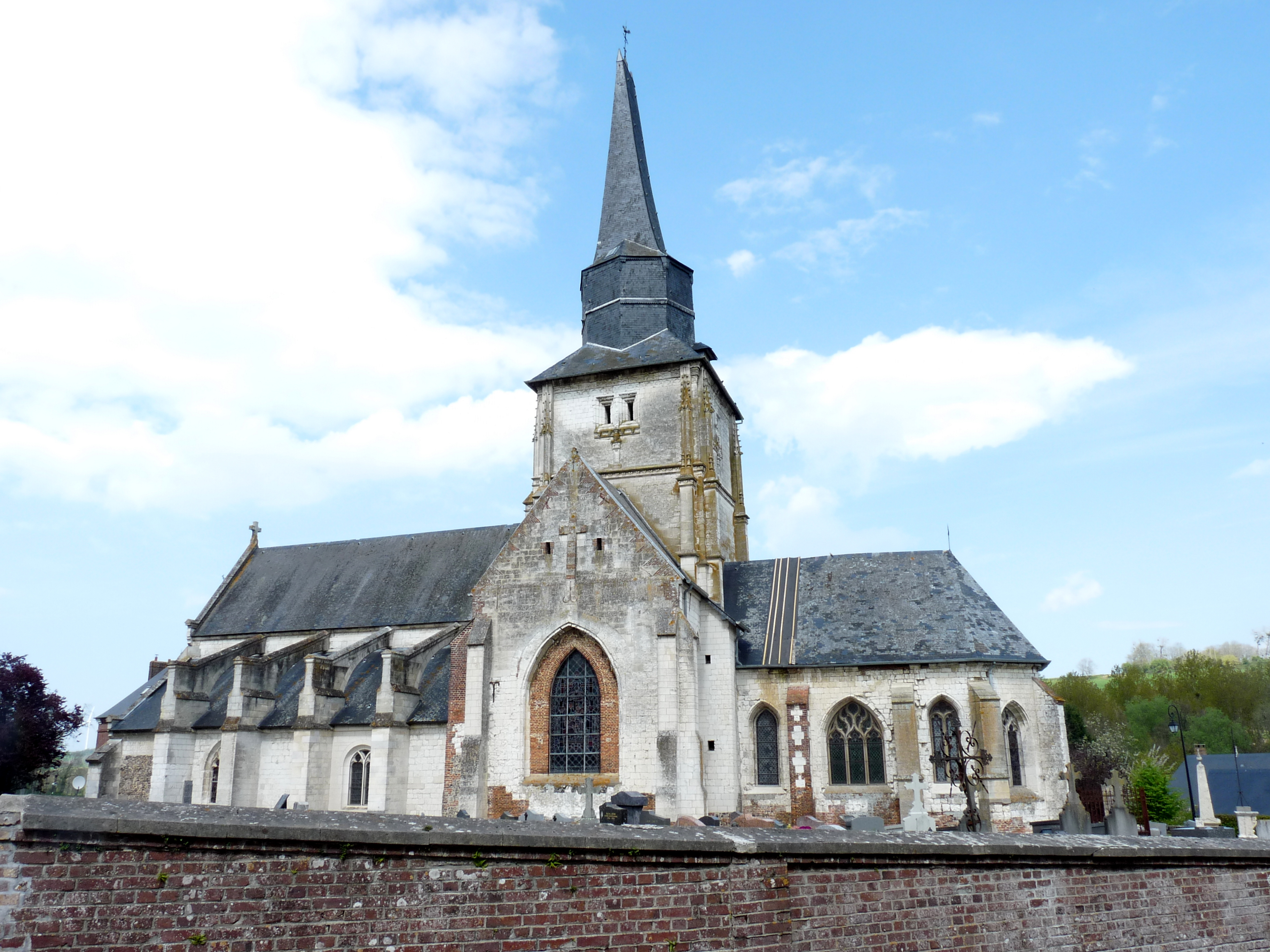
Saint-Martin.
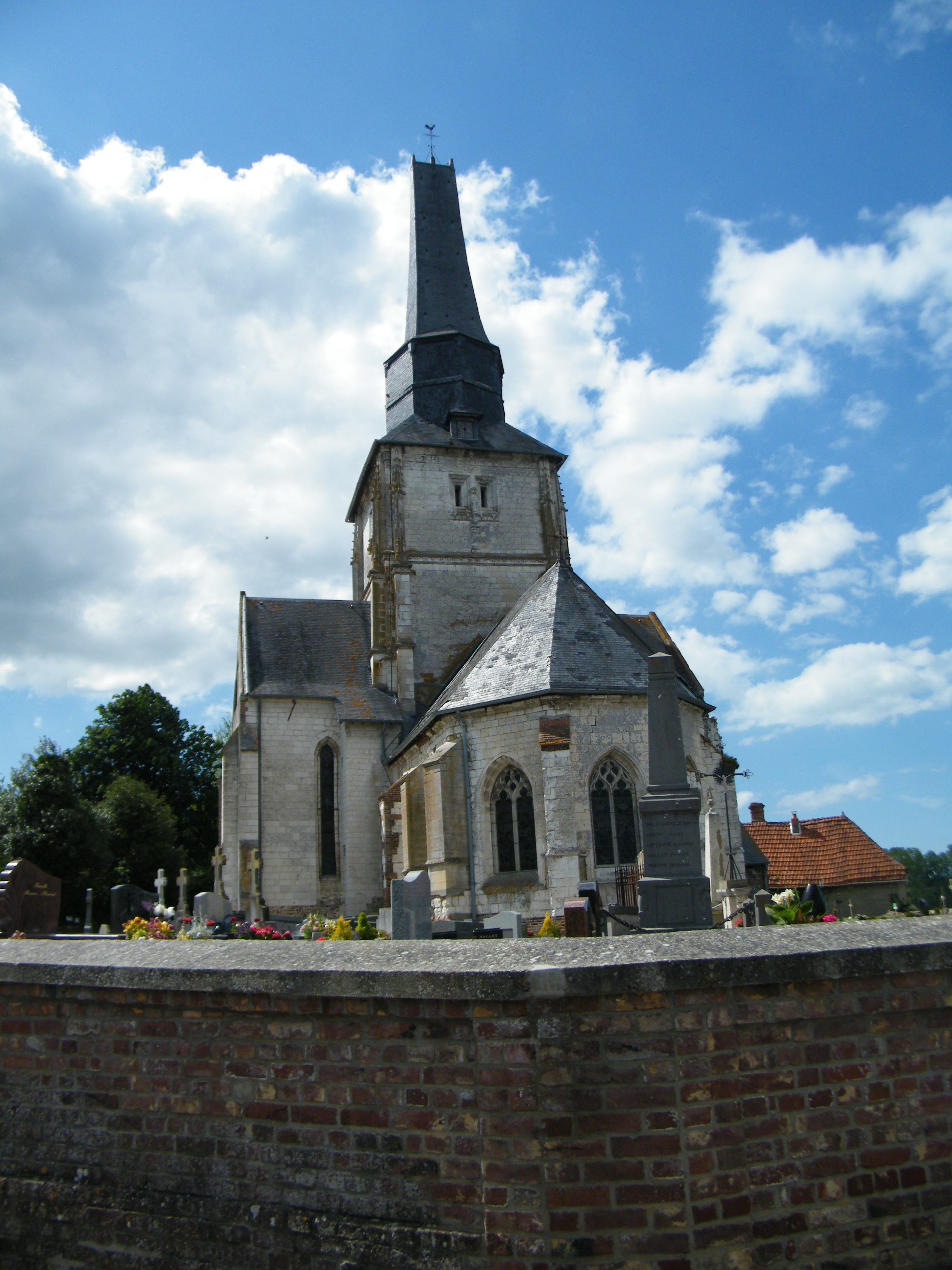
Autre vue de l'église.
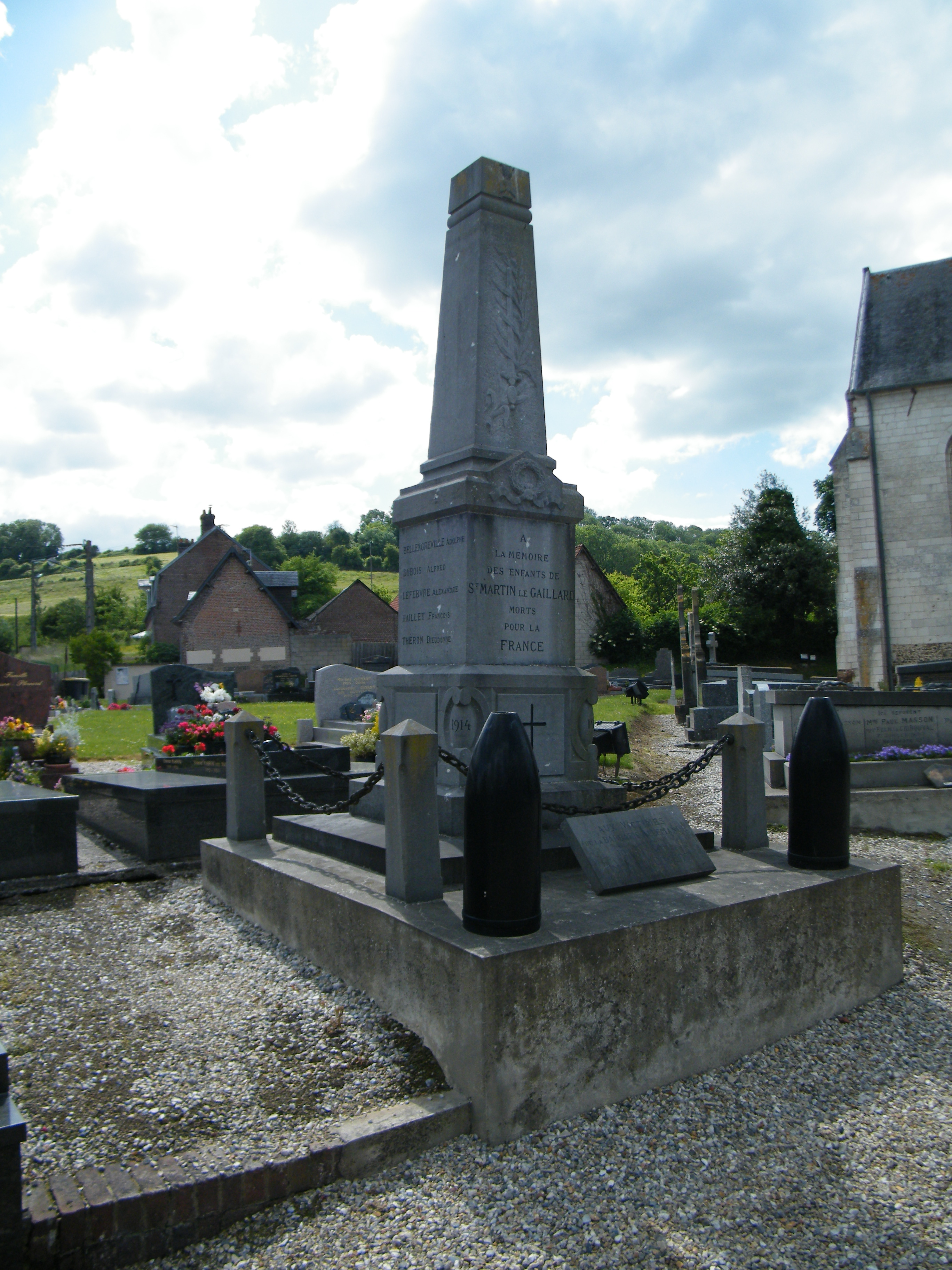
Monument aux morts.

### Personnalités liées à la commune
- Jean de Béthencourt, 1360-1425, explorateur et conquérant français y possédait un château (où il serait né) qui fut détruit par les Anglais durant la guerre de Cent Ans. En retour, ces derniers furent brûlés dans l'église même du village, plus exactement dans le chœur de celle-ci, lui donnant la particularité d'avoir une partie datant du XIIIe siècle et une autre du XVIIe siècle.
- Marcel Delépine, né le 19 septembre 1871 à Saint-Martin-le-Gaillard et mort le 21 octobre 1965, est un chimiste et pharmacien français.
- Jean Baptiste André Leschevin ou Léchevin, naquit le 4 juillet 1732 à Etocquigny, dans l'ancienne paroisse d'Auberville-sur-Yère. Le goût et l'exercice de la médecine paraissaient héréditaires depuis deux siècles dans sa famille, car il était fils de Jean-Baptiste Léchevin, chirurgien à Etocquigny, petit-fils de Pierre Léchevin, maître en chirurgie à Caude-Cote, ancienne paroisse de Villy-le-Haut, et arrière-petit-fils de Me Léchevin, qui aurait exercé, comme ses descendants, la profession de chirurgien. Entré en qualité d'élève à l'Hôtel-Dieu de Rouen, il était un des plus brillants élèves de Lecat, fondateur de l'Académie de chirurgie de cette ville. Il faillit en devenir le gendre. Il a rédigé des rapports sur certains traitements des maladies dans son service à l'hôpital de Rouen qui attirèrent assez l'attention des autorités de l'époque pour qu'on lui décernât une récompense de 600 livres, à cause de son dévouement aux pauvres. Décédé le 8 mars 1788, il laissait 100 louis à l'hôpital pour être inhumé dans la chapelle. Il fut enterré dans le cimetière. Son épitaphe, conservée de nos jours dans la chapelle de l'Hospice-Général, porte : « Ci git Jean Baptiste André Leschevin chirurgien émérite de cet hôpital autant estimé pour ces vertus que regretté pour ses rares talents. Il cessa de vivre le 8 mars 1788, âgé de 55 ans 8 mois après avoir employé 32 ans au soulagement des pauvres de cette maison. Que son âme repose en paix[35]. ».

### Héraldique
| Blason de Saint-Martin-le-Gaillard | Blason  | D’azur à la croix d’argent chargée d’un lion de gueules, cantonnée au premier et au quatrième d’un trèfle d’or et au deuxièe emt au troisième d’une aigle du même. |
| Blason de Saint-Martin-le-Gaillard | Détails | Le statut officiel du blason reste à déterminer. |

## Pour approfondir